# Anders Lind (ljudtekniker)
Anders Gustav Lind, född 1 april 1946 i Engelbrekts församling, Stockholm, är en svensk ljudtekniker.
Lind var i slutet av 1960-talet verksam som DJ på klubben Filips i Stockholm, där han gjorde en del inspelningar av Hansson & Karlsson. Han gjorde sin första skivinspelning 1968 med bandet International Harvester. När detta band, som då hette Harvester, skulle ge ut sitt andra album bildade Lind tillsammans med några vänner skivbolaget Decibel, vilket dock snart lades ned. År 1970 grundade han i stället, tillsammans med Joseph Hochhauser, Silence Records efter att organisten Bo Hansson kontaktat honom angående utgivning av tonsättningen av Sagan om Ringen. Även Linds dåvarande flickvän Eva Wilke var verksam vid Silence från begynnelsen. Lind gjorde också inspelningarna till livealbumet Festen på Gärdet på den andra gärdesfesten i Stockholm 1970.
Lind behöll Decibel studio fram till 1977, då verksamheten flyttades till byn Näved vid Koppom i Värmland, där Silence grundade Silence studio. Lind är fortfarande verksam vid studion i Värmland, även om skivbolagets nyutgivning numera har upphört. Lind utsågs till hedersdoktor vid Karlstads universitet 2023.